# Tossal Gros (Sarroca de Bellera)
El Tossal Gros, és un cim de 1.476,4 metres d'altitud situat al sud-oest del terme municipal de Sarroca de Bellera, al Pallars Jussà, prop de l'antic terme entre aquest municipi, i els dos antics municipis ribagorçans de Benés, actualment agregat a Sarroca de Bellera, i Viu de Llevata, actualment agregat al municipi de l'Alta Ribagorça del Pont de Suert. És al sud del Tossal de Prat d'Hort, a ponent de Castellgermà i al nord-oest de Xerallo.